# Kepi

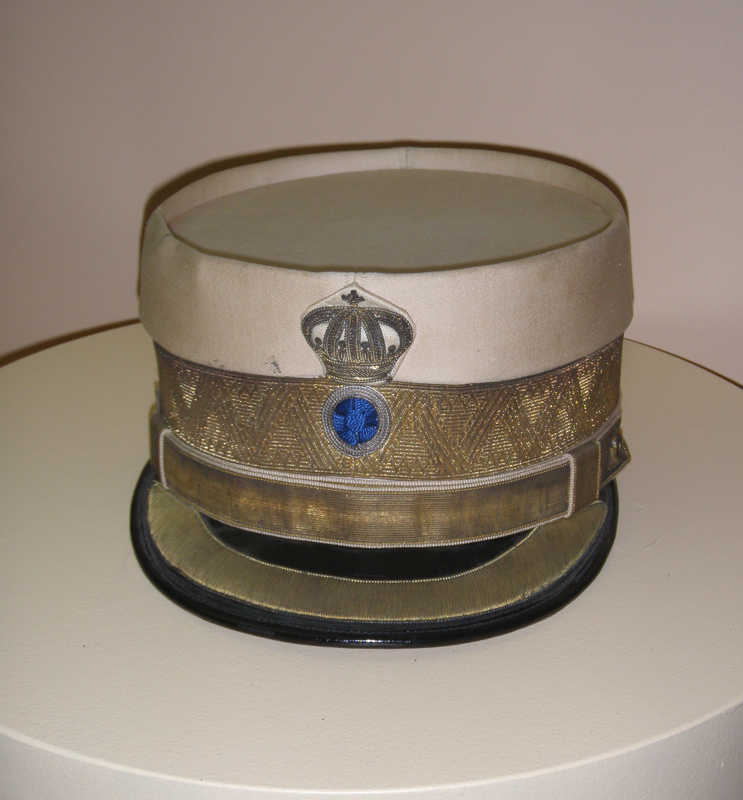
Kepi của Hy Lạp

Kepi (tiếng Anh:  /ˈkɛpiː/ or /ˈkeɪpiː/), ký âm Việt kê-pi, là một loại mũ có vành cứng. Trong tiếng Việt, từ kê-pi xuất phát từ tiếng Pháp képi, để chỉ loại mũ có vành cứng dùng trong quân phục của quân đội Pháp, về sau được mở rộng nghĩa dùng để chỉ loại mũ có vành cứng dùng chung với đồng phục, phần lớn trong các đồng phục quân đội, cảnh sát.